# Fravitas
Fravitas (auch Phrabitas; mittelgriechisch Φραβίτας; † 489) war Patriarch von Konstantinopel (488–489).

## Leben
Fravitas, vermutlich gotischer oder zumindest germanischer Herkunft, war Presbyter in der Kirche der heiligen Thekla in Konstantinopel. Nikephoros  Kallistos Xanthopulos überliefert, Fravitas habe einen Eunuchen bestochen, seinen Namen auf einen Zettel zu schreiben, auf dem Kaiser Zenon von Gott den Namen des zukünftigen Patriarchen mitgeteilt haben wollte. 488 wurde Fravitas zum neuen Patriarchen von Konstantinopel bestimmt. Vier Monate nach seinem Amtsantritt starb er.
Von Fravitas sind Schreiben an Papst Felix II. und Patriarch Petros III. Mongos von Alexandria zur Überwindung des Akakianischen Schismas erhalten. Sein Vorgänger, Patriarch Akakios, hatte zur Versöhnung mit den Monophysiten in Ägypten eine Glaubensformel entwickelt, welche die umstrittene Chalcedonense einfach ausließ, von der Westkirche aber nicht anerkannt wurde und daher zur Kirchenspaltung führte. Fravitas schrieb an die beiden Kirchenführer je ein Antrittsschreiben, in dem er seine theologische Übereinstimmung mit dem jeweiligen Adressaten und seine Ablehnung des jeweils anderen ausdrückte. Kaiser Zeno versandte seinerseits selbst ein Schreiben, in dem er für die Wiederherstellung der Kircheneinheit plädierte. Felix II. wurde jedoch eine Kopie des Briefes an Patriarch Petros zugespielt worden, sodass er das doppelte Spiel des Fravitas erkannte. Jedenfalls blieb er hart und stellte in seinem Antwortschreiben die Bedingung, nicht nur den Namen des Petros Mongos, sondern auch den von Fravitas' Vorgänger Akakios aus den Diptychen zu streichen. Als diese Forderung in Konstantinopel eintraf, war Fravitas bereits tot, und sein Nachfolger Euphemios kam ihr sofort nach.